# 中国の囲碁棋士一覧
中国の囲碁棋士一覧は中華人民共和国の囲碁棋士の一覧である。

## 九段
| 棋士    | 読み                                   | 齢 | 実績など                                  |
| ------- | -------------------------------------- | -- | ----------------------------------------- |
| 陳祖徳  | チェン・ズゥドゥ ちん そとく           | -  | 中国のプロ第1号                           |
| 呉淞笙  | ウ・ソンシェン ご しょうしょう         | -  | オーストラリア代表                        |
| 豊雲    | フォン・ユン                           | 58 | 女性 アメリカ代表                         |
| 芮廼偉  | ルイ・ナイウェイ ぜいだいい            | 61 | 女性 応昌期杯ベスト4                      |
| 江鋳久  | ジャン・ジュウジォウ こう ちゅうきゅう | 63 | 米国移住 韓国棋院所属                     |
| 聶衛平  | ニエ・ウェイピン じょう えいへい       | 72 | 現代プロ第1号 応昌期杯・富士通杯準優勝    |
| 馬暁春  | マア・シャオチュン ば ぎょうしゅん     | 60 | 中国初の世界戦優勝者                      |
| 劉小光  | りゅう しょうこう                      | 65 | 第1期名人                                 |
| 曹大元  | そう たいげん                          | 63 | テレビ囲碁アジア選手権準優勝              |
| 兪斌    | ゆ ひん                                | 58 | LG杯世界棋王戦優勝                        |
| 張文東  | ちょう ぶんとう                        | 56 | 全国囲棋個人戦優勝                        |
| 陳臨新  | ちん りんしん                          | 62 | 国手2回                                   |
| 銭宇平  | せん うへい                            | 58 | 富士通杯準優勝                            |
| 邵震中  | しょう しんちゅう                      | 66 | 国手戦優勝                                |
| 廖桂永  | りょう けいえい                        | 62 | 全国個人戦4位                             |
| 汪見虹  | おう けんこう                          | 61 | 全国囲棋個人戦優勝                        |
| 呉肇毅  | ご ちょうき                            | 60 | 永大杯・国手招待戦・宝勝電纜杯優勝        |
| 鄭弘    | てい こう                              | 57 | 鄭弘囲棋学校開設                          |
| 宋雪林  | そう せつりん                          | 63 | 成都棋院副院長                            |
| 邵煒剛  | シャオ・ウェイガン                     | 52 | 友情杯戦優勝、NEC杯囲棋戦優勝2回 七小龍   |
| 梁偉棠  | りょう いどう                          | 62 | 全国囲棋個人戦2位                         |
| 常昊    | じょう こう チャン・ハオ               | 48 | 世界戦優勝3回 七小龍                      |
| 周鶴洋  | しゅう かくよう                        | 48 | テレビ囲碁アジア選手権戦優勝 七小龍       |
| 羅洗河  | ら せんか                              | 47 | 三星火災杯優勝 七小龍                     |
| 古力    | グ・リ                                 | 42 | 世界戦優勝8回 6小虎組                     |
| 王檄    | ワン・シー                             | 41 | テレビアジア杯優勝 6小虎組                |
| 陳耀燁  | チェン・ヤオエ ちん ようよう           | 35 | 春蘭杯優勝 17歳で九段に                   |
| 丁偉    | ディン・ウェイ                         | 46 | 全国囲棋個人戦優勝 七小龍                 |
| 孔傑    | こう けつ                              | 42 | 三星火災杯優勝 6小虎組                    |
| 朴文尭  | ぼく ぶんぎょう                        | 37 | LG杯世界棋王戦優勝                        |
| 邱峻    | チォウ・ジュン                         | 42 | 21歳で名人                                |
| 江維傑  | こう いけつ                            | 33 | LG杯世界棋王戦優勝 19歳で名人             |
| 謝赫    | しゃ かく                              | 41 | 2011中国ランキング1位                     |
| 周睿羊  | しゅう えいよう                        | 34 | 百霊杯世界戦優勝                          |
| 連笑    | れん しょう                            | 27 | 名人戦3連覇                               |
| 時越    | じ えつ                                | 34 | LG杯世界棋王戦優勝                        |
| 范廷鈺  | はん ていぎょく                        | 28 | 応昌期杯世界戦優勝                        |
| 羋昱廷  | み いくてい                            | 29 | Mlily夢百合杯世界戦優勝                   |
| 唐韋星  | とう いせい                            | 32 | 応昌期杯世界戦・三星火災杯世界戦優勝      |
| 柁嘉熹  | だ かき トゥオ ジャシ                  | 34 | LG杯世界戦優勝                            |
| 柯潔    | か けつ                                | 27 | 三星火災杯・百霊愛透杯・Mlily夢百合杯優勝 |
| 李欽誠  | り きんせい                            | 26 | テレビ囲碁アジア選手権戦優勝              |
| 党毅飛  | とう かくひ                            | 30 | LG杯世界棋王戦優勝                        |
| AlphaGo | アルファご                             | 11 | 人工知能 人類に勝利                       |
| 檀嘯    | タン・シャオ                           | 32 | 春蘭杯世界囲碁選手権戦優勝                |

## 8段以下
《八 段》
王汝南　華以剛　王　群　方天豊　王冠軍　王　元　楊士海　劉　菁
王　磊　胡耀宇　楊　暉　孔祥明　張　璇
　　　　　　　　　　　　　　　《七 段》
羅建文　沈果蓀　黄徳勲　譚炎午　華偉栄　王剣坤　江鳴久　金渭斌
徐栄新　阮雲生　李青海　陳明川　王洪軍　閻　安　車澤武　倪林強
王海鈞　馬　石　王亦民　李亜春　方　捷　董　彦　段　嶸　王煜輝
林朝華　劉　星　彭　荃　劉世振　華学明　牛雨田　黄奕中　孫騰宇
　　　　　　　　　　　　　　　《六 段》
黄進先　呉玉林　陳志剛　黄良玉　程曉流　陸　軍　楊晋華　梁鶴年
曾炳権　李　鋼　李　星　欒　斌　翁子瑜　康占斌　雷貞倜　陳安斉
黄希文　王　輝　王東亮　李豫川　余　平　朱松力　王　堯　呉新宇
林　峰　楊　一　許書祥　李　康　張学斌　王　雷　李　喆　丁　烈
張　維
　　　　　　　　　　　　　　　《五 段》
容堅行　趙余宏　陳兆峰　劉乾利　王業輝　王　誼　姚　征　羅建元
田小儂　施　敏　季栄強　丁　波　陶堅海　程征宇　姚軍遠　劉　力
魯　健　裘瑜民　唐錦潮　李　海　趙　棟　邱継紅　張　欣　陳　瑞
張東岳　汪　洋　張英挺　李　亮　朱燕銘　李君凱　鄒俊杰　朱　毅
曹恒梃　褚　飛　張偉金　李　劼　趙守洵　郭聞潮　牛力力　鄔光亞
崔　燦　鍾文靖　古霊益　何曉任　金茜倩　郭　鵑　孟泰齢　李　赫
黄　焔　朱菊菲　陳慧芳　葉　桂　徐　瑩　宋容慧　張　立　韓　晗
　　　　　　　　　　　　　　　《四 段》
朱宝訓　謝裕国　唐　毅　袁　曦　蔣　峰　中晨光　王伯剛　龐　延
謝　峰　杭天鵬　王一飛　呉　祺　張文耀　金生煜　岳　亮　龔世運
施　洲　韓　曄　王昊洋　薛　磊　張　森　劉　熙　李華嵩　郭北雅
王　雋　劉　帆　李永剛　彭曉峰　張　蛟　馬笑冰　潘　峰　付　沖
周　波　周　逵　黄　晨　毛睿龍　陶　忻　甘思陽　婁　璽
藍　天　于梅玲　姚小敏　宋　麗　洪　艶　劉　波　敖立婷　周振宇
敖立賢　馬亜蘭　沈曼蓉　穆曉紅　黄麗萍　李　揚　黎春華　潘　非
楊　冬　羅徳隆　桂文波　王迦南　張　策　王　瑋

## 古代、近代棋士

### 中国
唐代
- 王積薪
- 楊季鷹
- 顧師言

宋代
- 張擬

元代
- 厳徳甫
- 晏天章

明代
- 過百齢
- 岑乾

清代
- 黄龍士
- 徐星友
- 范西屏
- 施襄夏

## 異名一覧

### 中華人民共和国
- 大象——古力
- 鴨子——常昊
- 済公——周鶴洋
- 小美——孔傑
- 小豬——羅洗河
- 小強——陳耀燁
- 妖刀——馬暁春
- 磨王——邱峻
- 江南才子——兪斌“洗衣機”
- 野草——董彦
- 野力千紅——王磊
- 鈍刀——銭宇平
- 大臉猫——彭荃
- 鉄嘴——華以剛（中華人民共和国の中国棋院副院長）
- 陳岱——“中原棋王”

## 参考
1. ↑  John Riberio (2016年3月14日). “AlphaGo’s unusual moves prove its AI prowess, experts say”. PC World 2017年11月4日閲覧。

- 春蘭杯檀嘯奪世界第105冠 将成中国第44位九段